# Férfi 4 × 10 km-es sífutóváltó az 1956. évi téli olimpiai játékokon
Az 1956. évi téli olimpiai játékokon a sífutás férfi 4 × 10 km-es váltó versenyszámát február 4-én rendezték a Snow Stadionban. Az aranyérmet a szovjet csapat nyerte meg. A versenyszámban nem vett részt magyar csapat.

## Végeredmény
Az időeredmények másodpercben értendők.
| Helyezés | Csapat                                                                                            | Idő                             |
| -------- | ------------------------------------------------------------------------------------------------- | ------------------------------- |
| Arany    | Szovjetunió (URS) · Fjodor Tyerentyjev · Pavel Kolcsin · Nyikolaj Anyikin · Vlagyimir Kuzin       | 2:15:30 33:25 33:05 34:23 34:37 |
| Ezüst    | Finnország (FIN) · August Kiuru · Jorma Kortelainen · Arvo Viitanen · Veikko Hakulinen            | 2:16:31 34:56 34:20 33:34 33:41 |
| Bronz    | Svédország (SWE) · Lennart Larsson · Gunnar Samuelsson · Per-Erik Larsson · Sixten Jernberg       | 2:17:42 35:46 34:22 33:50 33:44 |
| 4.       | Norvégia (NOR) · Håkon Brusveen · Per Olsen · Martin Stokken · Hallgeir Brenden                   | 2:21:16 35:13 36:41 34:47 34:35 |
| 5.       | Olaszország (ITA) · Pompeo Fattor · Ottavio Compagnoni · Innocenzo Chatrain · Federico de Florian | 2:23:28 35:43 34:55 35:59 36:51 |
| 6.       | Franciaország (FRA) · Victor Arbez · René Mandrillon · Benoît Carrara · Jean Mermet               | 2:24:06 36:51 36:14 35:18 35:43 |
| 7.       | Svájc (SUI) · Werner Zwingli · Victor Kronig · Fritz Kocher · Marcel Huguenin                     | 2:24:30 36:24 36:50 35:17 35:59 |
| 8.       | Csehszlovákia (TCH) · Emil Okuliár · Vlastimil Melich · Josef Prokeš · Ilja Matouš                | 2:24:54 37:02 36:11 36:13 35:28 |
| 9.       | Lengyelország (POL) · Józef Rubiś · Józef Gąsienica Sobczak · Tadeusz Kwapień · Andrzej Mateja    | 2:25:55 37:03 36:40 35:49 36:23 |
| 10.      | Egyesült Német Csapat (EUA) · Kuno Werner · Siegfried Weiß · Rudi Kopp · Hermann Möchel           | 2:26:37 36:19 37:21 36:35 36:22 |
| 11.      | Ausztria (AUT) · Sepp Schneeberger · Oskar Schulz · Hermann Mayr · Karl Rafreider                 | 2:30:50 35:26 38:37 39:09 37:38 |
| 12.      | Egyesült Államok (USA) · Theodore Farwell · Mack Miller · Larry Damon · Marvin Crawford           | 2:32:04 37:42 37:22 37:27 39:33 |
| 13.      | Jugoszlávia (YUG) · Zdravko Hlebanja · Cveto Pavčič · Matevž Kordež · Janez Pavčič                | 2:33:45 38:10 39:03 38:27 38:05 |
| 14.      | Nagy-Britannia (GBR) · Andrew Morgan · James Spencer · Aubrey Fielder · Maurice Gover             | 2:38:44 38:44 40:40 39:25 39:55 |